# Intralot
Intralot is een Grieks, internationaal opererend bedrijf op het terrein van geïntegreerde kansspelen, transactieverwerkingssystemen, game content, beheer van sportweddenschappen en interactieve kansspeldiensten. Het bedrijf levert dit aan geautoriseerde kansspel- en gamingbedrijven. Het is actief in zowel de verkoop als in de afhandeling van loterijen. Het heeft een aanwezigheid in 53 landen en een personeelsbestand van ongeveer 5400 mensen (stand 2017). Het staat genoteerd aan de effectenbeurs van Athene. 